# 923-as busz (Budapest)
A budapesti 923-as jelzésű éjszakai autóbusz Békásmegyer HÉV-állomás és a Dél-pesti autóbuszgarázs között közlekedik. A viszonylatot a Budapesti Közlekedési Zrt. üzemelteti, illetve munkanapokon egy hárommegállós csonkamenetet az ArrivaBus járművei teljesítenek.

## Története
A 923-as busz 2005. szeptember 1-jén indult el a Dél-pesti autóbuszgarázs és Békásmegyer HÉV-állomás között a 31É (Boráros tér–Pesterzsébet, Jahn Ferenc Kórház) és a 42É (Batthyány tér–Békásmegyer HÉV-állomás) éjszakai járatok összevonásával.
2005, 2006 és 2007 év végén szilveszteri sűrítőjárat közlekedett Békásmegyer HÉV-állomás és a Szentlőrinci úti lakótelep között 923A jelzéssel.
2018. június 4-étől építkezés miatt nem érintette a Czetz János utcai megállókat, a terelés alatti útvonalát a BKK 2020. szeptember 1-jétől kezdve véglegesítette.
2021. május 21-étől a Belváros irányába is a Soroksári úton közlekedik, a Mester utcai szakaszt a továbbiakban nem érinti.

## Útvonala
| Dél-pesti autóbuszgarázs felé | Békásmegyer felé |
| --- | --- |
| Békásmegyer vá. – Ország út – Mátyás király út – Rákóczi utca – Szentendrei út – Flórián tér – Pacsirtamező utca – Lajos utca – Zsigmond tér – Árpád fejedelem útja – Bem rakpart – Gyóni Géza tér – Margit híd – Jászai Mari tér – Szent István körút – Nyugati tér – Teréz körút – Erzsébet körút – Blaha Lujza tér – József körút – Ferenc körút – Boráros tér – Soroksári út – Helsinki út – Topánka utca – Szent Erzsébet tér – Kossuth Lajos utca – Mártírok útja – Temesvár utca – Ady Endre tér – Wesselényi utca – Orsolya utca – Pacsirta utca – Virág Benedek utca – Köves út – Tarcsay utca – Szent László utca – Újtelep út – Köves út – Szentlőrinci út – Méta utca – Dél-pesti autóbuszgarázs vá. | Dél-pesti autóbuszgarázs vá. – Méta utca – Szentlőrinci út – Köves út – Újtelep út – Szent László utca – Tarcsay utca – Köves út – Virág Benedek utca – Ábrahám Géza utca – Eperjes utca – Wesselényi utca – Ady Endre tér – Temesvár utca – Mártírok útja – Kossuth Lajos utca – Szent Erzsébet tér – Szent Imre herceg utca – Ferenc utca – Topánka utca – Helsinki út – Soroksári út – Boráros tér – Ferenc körút – József körút – Blaha Lujza tér – Erzsébet körút – Teréz körút – Nyugati tér – Szent István körút – Jászai Mari tér – Margit híd – Germanus Gyula park – Árpád fejedelem útja – Zsigmond tér – Lajos utca – Pacsirtamező utca – Flórián tér – Szentendrei út – Rákóczi utca – Batthyány utca – Széchenyi utca – Bercsényi utca – Mátyás király út – Szentendrei út – Ország út – Békásmegyer vá. |

## Megállóhelyei
| 0  | Békásmegyer H végállomás                | 85 | 934, 943, 960                                              |
| 0  | Pünkösdfürdő utca                       | 84 | 934, 943, 960                                              |
| 3  | Csillaghegy H                           | 82 | 943, 960                                                   |
| ∫  | Bercsényi utca                          | 81 |                                                            |
| ∫  | Mátyás király út                        | 80 |                                                            |
| ∫  | Attila utca                             | 79 |                                                            |
| 5  | Czetz János köz                         | 78 |                                                            |
| ∫  | Rómaifürdő H                            | 78 |                                                            |
| ∫  | Római tér                               | 77 | 934                                                        |
| 7  | Aquincum H                              | 76 | 934 S72                                                    |
| 8  | Záhony utca                             | 75 | 934                                                        |
| 9  | Kaszásdűlő H                            | 74 | 934                                                        |
| 11 | Bogdáni út                              | 72 | 918, 934                                                   |
| 12 | Raktár utca                             | 71 | 901, 918, 934                                              |
| 13 | Flórián tér                             | 71 | 901, 918, 934                                              |
| 14 | Kiscelli utca                           | 69 | 934                                                        |
| 15 | Tímár utca                              | 68 | 934                                                        |
| ∫  | Nagyszombat utca                        | 67 | 934                                                        |
| 16 | Galagonya utca                          | ∫  | 934, 960                                                   |
| 21 | Kolosy tér                              | 67 | 934, 960                                                   |
| 22 | Zsigmond tér                            | 64 | 934, 960                                                   |
| 23 | Császár-Komjádi uszoda                  | 62 | 934, 960                                                   |
| 24 | Margit híd, budai hídfő H               | 60 | 6 931, 934, 960                                            |
| 27 | Jászai Mari tér                         | 58 | 6 931, 934                                                 |
| ∫  | Nyugati pályaudvar M (buszvégállomáson) | 57 | 6 914, 914A, 931, 934, 950, 950A S50 S70 S71 S72           |
| 32 | Nyugati pályaudvar M (Teréz körúton)    | 52 | 6 914, 914A, 931, 934, 950, 950A S50 S70 S71 S72           |
| 33 | Aradi utca (Oktogon M)                  | ∫  | 6 934 (hétvége hajnalban), 979, 979A (hétvége hajnalban)   |
| 34 | Oktogon M                               | 51 | 6 934 (hétvége hajnalban), 979, 979A (hétvége hajnalban)   |
| 35 | Király utca / Erzsébet körút            | 49 | 6                                                          |
| 36 | Wesselényi utca / Erzsébet körút        | 48 | 6                                                          |
| 43 | Blaha Lujza tér M                       | 47 | 6 907, 907A, 908, 931, 931A, 956, 973, 973A, 990           |
| ∫  | Blaha Lujza tér M (Népszínház utca)     | 45 | 6 907, 907A, 908, 931, 931A, 956, 973, 973A, 990           |
| 44 | Rákóczi tér M                           | 44 | 6                                                          |
| 45 | Harminckettesek tere                    | 43 | 6 909, 909A                                                |
| 47 | Corvin-negyed M                         | 41 | 6 914, 914A, 934 (hétvége hajnalban), 950, 950A, 979, 979A |
| 48 | Mester utca / Ferenc körút              | 39 | 6 934 (hétvége hajnalban), 979, 979A                       |
| 53 | Boráros tér H                           | 38 | 6 918, 934 (hétvége hajnalban), 979, 979A                  |
| 54 | Haller utca / Soroksári út              | 36 | 918, 934 (hétvége hajnalban), 979, 979A                    |
| 55 | Müpa – Nemzeti Színház H                | 35 | 918, 934 (hétvége hajnalban), 979, 979A                    |
| 56 | Közvágóhíd H                            | 35 | 901, 918, 934 (hétvége hajnalban), 979, 979A               |
| 57 | Földváry utca (↓) Koppány utca (↑)      | 29 | 934 (hétvége hajnalban)                                    |
| 58 | Beöthy utca                             | 28 | 934 (hétvége hajnalban)                                    |
| 59 | Kén utca H                              | 27 | 934 (hétvége hajnalban)                                    |
| 60 | Timót utca / Soroksári út               | 26 | 934 (hétvége hajnalban)                                    |
| 61 | Soroksári út 158.                       | 26 | 934 (hétvége hajnalban)                                    |
| 61 | Szabadkai út                            | 25 | 934 (hétvége hajnalban)                                    |
| 63 | Pesterzsébet felső H                    | 24 | 934 (hétvége hajnalban)                                    |
| 66 | Pesterzsébet, Baross utca               | 23 | 934 (hétvége hajnalban), 948, 966                          |
| 66 | Pesterzsébet, városközpont              | 20 | 934 (hétvége hajnalban), 966                               |
| 67 | Ady Endre utca (Topánka utca)           | 19 | 966                                                        |
| 68 | Szent Erzsébet tér                      | 17 | 966                                                        |
| 69 | Tátra tér                               | 16 | 966                                                        |
| 70 | Kossuth Lajos utca / Mártírok útja      | 14 | 966                                                        |
| 72 | Mártírok útja / Nagysándor József utca  | 13 | 948                                                        |
| 72 | Zobor utca                              | 12 |                                                            |
| 73 | Magyar utca                             | 11 |                                                            |
| 74 | Temesvár utca / Mártírok útja           | 11 |                                                            |
| 75 | Ady Endre tér                           | 9  |                                                            |
| 76 | Wesselényi utca / Eperjes utca          | 9  |                                                            |
| ∫  | Eperjes utca                            | 8  |                                                            |
| 76 | Szalárdi Mór utca                       | ∫  |                                                            |
| 77 | Pacsirta utca                           | ∫  |                                                            |
| 78 | Előd utca                               | 7  |                                                            |
| 79 | Jahn Ferenc Kórház                      | 6  |                                                            |
| 80 | Szent László utca / Tartsay utca        | 5  |                                                            |
| 81 | Szentlőrinci úti lakótelep              | 4  |                                                            |
| 81 | Szent László utca / Újtelep út          | 4  |                                                            |
| 82 | Dinnyehegyi út                          | 3  |                                                            |
| 83 | Maros utca                              | ∫  |                                                            |
| 83 | Írisz utca                              | 2  |                                                            |
| 86 | Nagykőrösi út                           | 0  | 948, 994, 994B                                             |
| 88 | Dél-pesti autóbuszgarázs végállomás     | 0  | 914, 948, 980, 994, 994B, 999                              |

## A kultúrában
A DSP Amit nem találsz a pesti estben című számának szövegében említést kap a járat: „Majd hazavisz az éjszakai kilenc-huszonhárom”.